# 1976년 동계 올림픽 일본 선수단
1976년 동계 올림픽 일본 선수단은 오스트리아 인스브루크에서 개최된 1976년 동계 올림픽에 참가한 올림픽 일본 선수단이다.

## 스피드 스케이팅
- 하네가와 케이코
- 히라테 노이로
- 이토 치에코
- 카와하라 마사유키
- 나가야 마키코
- 오타 유코
- 오야마 미키오
- 스즈키 마사키
- 야마모토 마사히코

## 피겨 스케이팅
- 와타나베 에미
- 사노 미노루
- 마쓰무라 미쓰루

## 참조
- 올림픽 공식 결과 보관됨 2012-02-04 - 웨이백 머신